# Acronicta guyasuta
Acronicta guyasuta là một loài bướm đêm trong họ Noctuidae.